# Sport Marítimo Murtoense
O Sport Marítimo Murtoense é um clube da vila da Murtosa.  Durante a década de 2010, o Murtoense, passou a ter uma equipa sénior de futebol feminino na 1.ª Divisão Nacional.
Nos anos 80, começando em 1983/84, e continuando por mais de dúzia e meia de épocas, o S.M. Murtoense participou nos campeonatos distritais de futebol masculino sénior da Associação de Futebol de Aveiro.  Pelo meio houve épocas em que o S.M. Murtoense subiu de divisão, mas também houve outras épocas em que desceu.

## Estádio

### Construção
Se correctamente me lembro, os trabalhos com vista à construção do Estádio começaram aí por finais da Primavera de 1982.  Primeiro houve que elevar o terreno em questão, com muitas dezenas de camiões de areia.  Tratava-se de uma área bastante baixa, no extremo norte da zona da Saldida, onde, com as intensas chuvas do Inverno, se transformava num autêntico pântano, onde a altura das águas variava entre 50 e os 100 centímetros, principalmente durante o mês de Fevereiro.
Mais tarde, aí por finais do Verão de 1982, começaram os trabalhos da construção da bancada, esse mesma que ainda hoje aí está erguida.  A bancada só ficou concluída aí por meados do Verão de 1983.  Junto com a bancada, um muro alto foi construído, o qual incluía os portões da entrada para o Estádio, assim como as bilheteiras, no lado oeste.  Esse muro estendia-se por cerca de um terço da cabeira norte do Estádio.  Dos outros lados, foi cavada uma vala para, dessa forma, se prevenir, ou dificultar, a entrada desautorizada de adeptos para os jogos de futebol.

### Inauguração
Teve lugar em finais de Verão de 1983.  Houve dois jogos nesse dia.  O primeiro pôs frente a frente o Beira Mar e o C.D. Estarreja.  O resultado foi de 0-0, tendo o C.D. Estarreja vencido no desempate por grandes penalidades.  No segundo jogo enfrentaram-se o Sport Marítimo Murtoense e o Sport Marítimo Murtoense de Newark, NJ — EUA, sua homónima e sucrusal.  Este segundo desafio terminou, já ao cair da noite, até já estava escuro, com o resultado de 2-2.  A grande figura do jogo foi o jogador convidado que jogou pelo S.M. Murtoense, de seu nome Nahzi, que apontou ambos os golos da turma murtoense, em ambas as ocasiões empatando a partida.  O guarda-redes do S.M. Murtoense foi o Fernando Ferreira — pelos vistos ainda não vinculado com a turma murtoense –, que épocas mais tarde haveria de ser o guarda-redes titular do S.M. Murtoense.

### Iluminação
Era essencial instalar um sistema de iluminação no recinto do Clube para que se pudesse fazer os treinos aí mesmo no final da tarde, quando a grande maioria dos jogadores da equipa de futebol regressavam dos seus empregos, ou dos seus estudos.
A inauguração da iluminação teve lugar em princípios do Inverno de 1983/84 (ano por confirmar) e houve um jogo para o efeito.  Jogaram a equipa do Sport Marítimo Murtoense contra uma equipa do F.C. Porto, que se compunha por um misto de jogadores ainda em idades de formação e de outros muito raramente usados na equipa principal do F.C. Porto.  Nesse grupo do F.C. Porto, estava incluído Rui Filipe que mais tarde jogaria na equipa principal do FC Porto, seria internacional A, falecendo tragicamente num acidente de automóvel,  em Agosto de 1994. O resultado, já não o recordo, mas sei que o F.C. Porto ganhou aí por uns 4-1 ou 4-2.  O que mais recordo foi o tempo.  Foi um final de tarde frio, ventoso e chuvoso!

### Piso sintético
Instalado em 2009 e inaugurado durante a época de 2009/10.

### Jogos memoráveis no Municipal da Murtosa
- Agosto de 1983: Beira Mar — C.D. Estarreja, 0-0 (CDE venceu em g.p.; amigável, equipas convidadas)
- Agosto de 1983: S.M. Murtoense — Sport Marítimo Murtoense de Newark, NJ — EUA, 2-2 (amigável)
- 1984/85: S.M. Murtoense — Torreira Praia, 0-0 (3DD da AF Aveiro)

## 1926 — 1983
O Clube não praticou desporto a nível federado.

## 1983 — 2002
O Clube formou uma equipa de futebol masculino sénior e começou a participar nos campeonatos de futebol da Associação de Futebol de Aveiro.  Não de imediato, mas uns tempos mais tarde, o Clube formou equipas de futebol masculino de formação e começou a participar nos campeonatos da Associação de Futebol de Aveiro.

## 2002 — Presente
O Clube formou uma equipa de futebol feminino sénior e começou a participar nos campeonatos de futebol feminino da Associação de Futebol de Aveiro.  Para além disso, a o Clube começou a participar em torneios e provas de futebol feminino a nível regional.
Na época de 2003/04, o Clube participou com a sua equipa de futebol feminino sénior no Campeonato Nacional da 1.ª Divisão, prova da Federação Portuguesa de Futebol.

## Futebolistas das equipas seniores

### 1984/85 (masculinos)
EQUIPA-TIPO: Tino; Vítor Couto, Chico Simões, Laurindo (cap.) e Azevedo; Jorge, Vigário e Paulo Valente; Vítor Nunes, Quim Naia e Zé Baptista.
OUTROS: Vasconcelos GR, Paulo “Meszaros” Couto GR; Erasmo M, Octávio M; Quim Baptista ED, Edgar PL, Domingos “Stique” AV.
TREINADOR:  Octávio Almeida (treinador/jogador).

## Classificações das equipas seniores — por época
O Clube tem várias épocas disputadas nas divisões distritais da A.F. Aveiro (a nível masculino) e várias épocas na 1.ª Divisão Nacional (a nível feminino).
| Época   | Mas./Fem. | Divisão | Fase   | Pos. | JJ. | V | E | D  | GM | GS | Pts. | %AU  | Desempenho         |
| ------- | --------- | ------- | ------ | ---- | --- | - | - | -- | -- | -- | ---- | ---- | ------------------ |
| 1983-84 | M         | 3DD     | única  |      |     |   |   |    |    |    |      |      | fraco              |
| 1984-85 | M         | 3DD     | única  | 2º   |     |   |   |    |    |    |      |      | falhou subida      |
| 1985-86 | M         | 3DD     | única  | 1º   |     |   |   |    |    |    |      |      | subiu              |
| 1986-87 | M         | 2DD     | única  |      |     |   |   |    |    |    |      |      |                    |
| 1987-88 | M         |         | única  |      |     |   |   |    |    |    |      |      |                    |
| 1988-89 | M         |         | única  |      |     |   |   |    |    |    |      |      |                    |
| 1989-90 | M         |         | única  |      |     |   |   |    |    |    |      |      |                    |
| 1990-91 | M         |         | única  |      |     |   |   |    |    |    |      |      |                    |
| 1991-92 | M         |         | única  |      |     |   |   |    |    |    |      |      |                    |
| 1992-93 | M         |         | única  |      |     |   |   |    |    |    |      |      |                    |
| 1993-94 | M         |         | única  |      |     |   |   |    |    |    |      |      |                    |
| 1994-95 | M         |         | única  |      |     |   |   |    |    |    |      |      |                    |
| 1995-96 | M         |         | única  |      |     |   |   |    |    |    |      |      |                    |
| 1996-97 | M         | 1DDH    | única  | 16º  | 30  |   |   |    |    |    | 8    | 0,0  | desceu             |
| 1997-98 | M         | 1DDB    | única  | 7º   | 30  |   |   |    |    |    | 42   | 60,0 | bom                |
| 1998-99 | M         | 1DDB    | única  | 4º   | 30  |   |   |    |    |    | 57   | 80,0 | subiu              |
| 1999-00 | M         | 1DDH    | única  | 16º  | 30  |   |   |    |    |    | 13   | 0,0  | desceu             |
| 2000-01 | M         | 1DDB    | única  | 4º   | 30  |   |   |    |    |    | 51   | 80,0 | muito bom          |
| 2001-02 | M         | 2DD     | única  | 14º  | 30  |   |   |    |    |    | 27   | 13,3 | desceu & abandonou |
| 2002-03 | F         |         | única  |      |     |   |   |    |    |    |      |      |                    |
| 2003-04 | F         |         | única  |      |     |   |   |    |    |    |      |      |                    |
| 2004-05 | F         |         | única  |      |     |   |   |    |    |    |      |      |                    |
| 2005-06 | F         | 1DN     | única  | 2º   | 16  | 8 | 2 | 6  | 26 | 24 | 26   | 75,0 | melhor de sempre   |
| 2006-07 | F         | 1DN     | única  | 5º   | 20  | 4 | 7 | 9  | 26 | 38 | 19   | 20,0 | sub-rendimento     |
| 2007-08 | F         | 1DN     | única  | 4º   | 20  | 5 | 4 | 11 | 23 | 35 | 19   | 40,0 | médio baixo        |
| 2008-09 | F         | 1DN     | única  | 4º   | 20  | 5 | 6 | 9  | 15 | 29 | 21   | 40,0 | médio              |
| 2009-10 | F         | 1DN     | 1ª     | 6º   | 18  | 8 | 1 | 9  | 21 | 25 | 25   | 44,4 | sub-rendimento     |
| 2009-10 | F         | 1DN     | 2ªÚlt. | 2º   | 1   | 1 | 0 | 0  | 2  | 0  | 16   | 80,0 | por iniciar        |

NOTA: %AU — significa percentagem de adversários ultrapassados na classificação.